# Peter Bartoš
Peter Bartoš (ur. 5 września 1973 w Martinie) – słowacki hokeista, reprezentant Słowacji, trener.

## Kariera
- HC Hutník ZŤS Martin (1991-1993)
  -  HC Dukla Trenczyn (1993)
- HC Czeskie Budziejowice (1998-2000)
- Minnesota Wild (2000-2001)
  -  Cleveland Lumberjacks (2000-2001)
- HC Czeskie Budziejowice (2001-2004)
- HKm Zvolen (2004-2005)
- HC Koszyce (2005-2012)
- Ciarko PBS Bank KH Sanok (2012-2013)
- HC Koszyce (2013-2017)
- MHK Humenné (2017-2018)
- Ciarko KH 58 Sanok (2018)
- HK Bardejov (2019-2020)

Wychowanek klubu w rodzinnym Martinie. Od lipca 2012 do kwietnia 2013 zawodnik Ciarko PBS Bank KH Sanok. Od maja 2013 ponownie zawodnik HC Koszyce. Po sezonie 2016/2017 zakończył profesjonalną karierę zawodniczą i został trenerem zespołu młodzieżowego w koszyckim klubie. W sezonie 2017/2018 podjął grą w barwach drużyny MHK Humenné w 2. lidze słowackiej. We wrześniu 2018 został ogłoszony zawodnikiem Ciarko KH 58 Sanok, także występującego w 2. lidze słowackiej. W styczniu przeszedł do w HK Bardejov. Grał tam także w edycji 2019/2020 2. ligi, a w tym okresie był także asystentem trenera w Dukli Michalovce.
W barwach reprezentacji Słowacji uczestniczył w turniejach Pucharu Świata 1996 oraz mistrzostw świata edycji 1996, 1998, 1999, 2000, 2001. Łącznie w kadrze wystąpił w 92 meczach, w których zdobył 23 gole.

## Sukcesy
Reprezentacyjne
- Srebrny medal mistrzostw świata: 2000

Klubowe
- Złoty medal mistrzostw Słowacji: 2009, 2010, 2011, 2014, 2015 z HC Koszyce
- Srebrny medal mistrzostw Słowacji: 2005 z HKm Zwoleń, 2008, 2012 z HC Koszyce
- Brązowy medal mistrzostw Słowacji: 2007 z HC Koszyce
- Puchar Kontynentalny: 2005 z HKm Zwoleń

Indywidualne
- Polska Liga Hokejowa (2012/2013):
  - Pierwsze miejsce w klasyfikacji +/- w sezonie zasadniczym: +30
  - Szóste miejsce w klasyfikacji strzelców w sezonie zasadniczym: 23 gole
  - Szóste miejsce w klasyfikacji kanadyjskiej w sezonie zasadniczym: 45 punktów
  - Najskuteczniejszy gracz klubu z Sanoka w klasyfikacji kanadyjskiej i strzelców w całym sezonie: 52 punkty za 25 goli i 27 asyst w 47 meczach
- 2. liga słowacka w hokeju na lodzie (2017/2018):
  - Skład gwiazd miesiąca – listopad 2017[11]

Wyróżnienia
- Nagroda Fair play na Słowacji za sezon 2000/2001